# Najib Cuba’in
Najib Atallah Cuba’in (auch Qub’ain, arabisch نجيب قبعين) war von 1958 bis 1976 der anglikanische Bischof von Jordanien (einschließlich des Westjordanlandes), Libanon und Syrien. Er war der erste arabische Bischof der Anglikanischen Gemeinschaft.
Cuba’in wurde 1957 zum Vorsteher der neu geschaffenen Diözese ernannt und am 6. Januar des folgenden Jahres zum Bischof geweiht. Bis zu diesem Zeitpunkt waren alle anglikanischen Gläubigen im Nahen Osten dem anglikanischen Bischof von Jerusalem unterstellt. Infolge des Nahostkonflikts und der Teilung Jerusalems hatten sich die anglikanischen Christen allerdings in ein zionistisches und ein arabisches Lager gespalten. Daraufhin wurde der Brite Angus Campbell MacInnes zum anglikanischen Erzbischof von Jerusalem ernannt und Najib Cuba’in zum (ihm formal unterstellten) Bischof der arabischen Gebiete. Beide Bischöfe residierten an der Jerusalemer St.-Georgs-Kathedrale, da die arabischen Christen die Nutzung der Christuskirche ablehnten, weil diese vom Church’s Ministry among Jewish People verwaltet wurde. Formal besaß Bischof Cuba’in keine Jurisdiktion über die Stadt, faktisch war er aber auch für das arabische Ostjerusalem zuständig.
Anfang der 1960er-Jahre war er einer von vier anglikanischen Beobachtern beim Zweiten Vatikanischen Konzil.
Während seiner Amtszeit bezog er politisch deutlich Position und sprach sich für die arabische Sache in Palästina und gegen Israel aus. Nach dem Sechstagekrieg 1967 gehörte er neben vielen anderen religiösen und weltlichen Würdenträgern zu den Unterzeichnern einer Erklärung, die die Bevölkerung aufforderte, gegen die israelische Annexion Ostjerusalems Widerstand zu leisten.
Nach 18 Jahren als Bischof legte Cuba’in zum 6. Januar 1976 sein Amt nieder. Mit seinem Rücktritt wurden die Diözesen Jerusalem und Jordanien wiedervereint, wobei Jerusalem (das zwei Jahre lang von einem Generalvikar verwaltet worden war) seinen Erz-Status verlor. Neuer Bischof wurde der Palästinenser Faik Ibrahim Haddad. Gleichzeitig wurde die autonome Episkopalkirche von Jerusalem und dem Nahen Osten geschaffen, der neben Jerusalem auch die Diözesen Ägypten, Iran und Zypern samt Golfregion angehören.
Seinen Ruhestand verbrachte Najib Cuba’in in Amman.